# Paul Kennedy
Pour les articles homonymes, voir Kennedy.
Paul Kennedy, né à Wallsend le 17 juin 1945, est un historien britannique spécialisé dans les relations internationales et la géostratégie. Il a publié plusieurs ouvrages sur l'histoire de la Royal Navy, la compétition entre les grandes puissances et la guerre du Pacifique.

## Biographie
Kennedy étudia à l'université de Newcastle upon Tyne et passa sa thèse de doctorat à l'université d'Oxford. Il a enseigné l'histoire à l'université d'East Anglia de 1970 à 1983. Il est membre de la Royal Historical Society, a été Visiting Fellow de l'Institute for Advanced Study à Princeton University et de la fondation Alexander von Humboldt en Allemagne. Depuis 2007, il détient la chaire d'histoire des relations internationales de la London School of Economics.
Il enseigne également l'histoire britannique à l'université Yale au New Haven, Connecticut et la géostratégie à l'International Security Studies. 
Il est surtout connu en France pour l'ouvrage, Naissance et déclin des grandes puissances, qui a été traduit en 23 langues. Cet essai, qui analyse les rapports entre l'économie et la géostratégie des grandes puissances au cours des cinq derniers siècles, ne recule pas devant quelques pronostics sur les évolutions prévisibles pour les années 1990 ; si la chute du mur de Berlin et la fin du régime soviétique ont quelque peu relégué les conclusions de Kennedy au rang de curiosité, certaines tendances de long terme évoquées dans son livre restent toujours d'actualité (géostratégie des pays d'Europe, croissance de la Chine, etc.). Les spécialistes d'histoire contemporaine ont réservé un excellent accueil à cet ouvrage ambitieux : Jean-François Revel lui reconnaît d'avoir explicité « le principe explicatif du cycle ascension-déclin » et Emmanuel Leroy-Ladurie le qualifie de « synthèse merveilleusement documentée sur cinq siècles ».
Le dernier essai de Kennedy, The Parliament of Man, est consacré à l'histoire des Nations unies.

## Distinctions et prix
Kennedy est fait commandeur de l'ordre de l'Empire britannique en 2001. Le National Maritime Museum lui décerne la Caird Medal en 2005 pour ses contributions à l'histoire navale.

## Œuvres
- Naissance et déclin des grandes puissances [« The Rise and Fall of the Great Powers »]  (trad. de l'anglais par M.-A. Cochez, J.-L. Lebrave), Paris, Payot, coll. « Petite bibl. Payot n°P63 », 1988 (réimpr. 1989, 1991), 730 p. (ISBN 2-228-88401-4)
- Préparer le XXIe siècle [« Preparing for the Twenty-first Century »]  (trad. de l'anglais), Paris, Odile Jacob, 1994 (réimpr. 1999), 508 p. (ISBN 2-7381-0229-8, lire en ligne)
- The Parliament of Man: The Past, Present, and Future of the United Nations (2006)  (ISBN 0-375-50165-7)
- From War to Peace: Altered Strategic Landscapes in the Twentieth Century (2000)  (ISBN 0-300-08010-7)
- Grand Strategies in War and Peace (editor) (1991)  (ISBN 0-300-04944-7)
- The Realities Behind Diplomacy
- The Rise of the Anglo-German Antagonism, 1860-1914 (1988)  (ISBN 1-57392-301-X)
- The Rise and Fall of British Naval Mastery (1986)  (ISBN 1-57392-278-1) (2d Ed. 2006)  (ISBN 1-59102-374-2)
- Strategy and Diplomacy 1870-1945 (1983)  (ISBN 0-00-686165-2)